# 奥卢塞贡·亚伯拉罕
奥卢塞贡·亚伯拉罕（Olusegun Abraham，1953年12月24日—），尼日利亚翁多州伊卡雷-阿科科人，尼日利亚政治家、企业家。

## 生平

### 早期教育
奥卢塞贡在翁多州伊卡雷-阿科科出生和长大，他在那里接受了青少年时期的正规教育。他之后留学建加拿大丁道尔大学学院和神学院以及英国董事学院，拥有技术管理硕士学位。

### 政治生涯
1999年，奥卢塞贡开始涉足政治领域，与此同时他还管理着自己的商业企业 。他担任全进步大会（时称民主联盟）的先锋成员。奥卢塞贡也担任前州长阿德巴约·阿德法拉蒂竞选团队成员。他后来被阿德巴约·法拉蒂任命为奥维纳酒店董事长，直到该酒店被奥杜阿投资公司收购。
2012年，他在尼日利亚全进步大会的平台上宣布竞选翁多州州长，但他没有得到罗蒂米·阿克雷多卢的支持，后者继续代表该党参加竞选。2016年翁多州州长选举中，他是全进步大会的两名候选人之一，但在初选中输给了奥卢瓦罗蒂米·阿克雷多卢（Oluwarotimi Odunayo Akeredolu）。